# Dušmanić
Dušmanić (en serbe cyrillique : Душманић) est un village de Serbie situé dans la municipalité de Golubac, district de Braničevo. Au recensement de 2011, il comptait 106 habitants.

## Démographie
| 1948 | 1953 | 1961 | 1971 | 1981 | 1991 | 2002 | 2011 |
| ---- | ---- | ---- | ---- | ---- | ---- | ---- | ---- |
| 276  | 282  | 273  | 251  | 214  | 213  | 176  | 106  |

|  |